# Мурзин, Алексей Раисович
Алексей Раисович Мурзин (род. 19 января 1974, Караганда) — советский, казахстанский, российский хоккеист, нападающий. Тренер.

## Биография
Воспитанник карагандинского хоккея. Выступал за команды «Автомобилист» / «Строитель» Караганда (1989/90 — 1995/96), «Нефтехимик» Нижнекамск (1996/97 — 1998/99), «Торпедо» Ярославль (1998/99), «Витязь» Подольск (1999/2000 — 2000/01), «Крылья Советов» Москва (2001/02), «Газовик» Тюмень (2002/03 — 2003/0), ХК МВД Тверь (2004/05), «Динамо» Минск (Беларусь, 2005/06 — 2006/07), «Дмитров» (2007/08 — 2008/09), «Химик» Воскресенск (2009/10).
Победитель Кубка Азии (1995) в составе сборной Казахстана. Выступал за вторую сборную России.
Детский тренер в ЦСКА (2013—2014), «Витязе» Подольск (2014—2019), «Львах ЦХМ» (2021), «Атлант» (Мелехово, с 2022)